# Mariposa (album Eweliny Flinty)
Mariposa – trzeci album studyjny Eweliny Flinty wydany 22 maja 2024. Teksty na płytę, oprócz samej wokalistki napisali Radosław Zagajewski oraz Jacek Szymkiewicz, natomiast za produkcję albumu odpowiedzialni są Ewelina Flinta oraz Radosław Zagajewski przy współprodukcji Kamila Wyzińskiego.

## Wydanie albumu
Mariposa to trzeci album studyjny piosenkarki, wydany po 19 latach od ostatniego albumu, Nie znasz mnie (2005). Piosenkarka w jednym z wywiadów powiedziała: 

Nigdy nie było tak, że zaplanowałam sobie, że zniknę na 19 czy 17 lat. Bo pierwsze single, które znalazły się na tej płycie, ukazały się w 2022 roku. Wiele rzeczy złożyło się na to, że tak długo to trwało (…) Bardzo tęskniłam za tym, by publiczności dać kawałek siebie, nowe piosenki i cieszę się, że w końcu to się stało.

Album Mariposa promowany był siedmioma singlami: „Zakochana” z gościnnym udziałem Natalii Grosiak, „Frutti di Mare”, „Panno Chłód”, „Sama na planecie”, „DADA”, „Ballada o pięknej Kasi” oraz „17 godzin”. Do wszystkich utworów zostały zrealizowane teledyski.

## Tytuł albumu
Słowo mariposa oznacza motyl w języku hiszpańskim, choć piosenkarka przyznaje, że nazwa albumu nawiązuje także do miejscowości Mariposa w Kalifornii, gdzie była podczas swojej podróży po Stanach Zjednoczonych: 

Czasami w jednym punkcie zbiera się wiele przeżytych chwil. Miałam taki moment w miejscowości Mariposa w Kalifornii. Coś się wtedy we mnie przełamało i uwolniło. Ale wiem, że to nie była kwestia chwili, że prowadził do tego długi i trudny proces, który ciągle trwa. W tej Mariposie zupełnie spontanicznie z lokalnymi muzykami, w małym ogródku przy motelu zaśpiewałam parę piosenek. Bez świateł, bez tłumu pod sceną, dla kilku osób. Ogromne onieśmielenie przerodziło się w zwykłą radość ze śpiewania – bez tła, kontekstu, nazwiska czy skojarzeń. Prosta, pierwotna przyjemność, której w tamtym momencie najbardziej potrzebowałam. Lubię myśleć o tej chwili, że poczwarka przeobraziła się wtedy w motyla.

## Lista utworów
1. „17 godzin” (muzyka i słowa: E. Flinta) – 4:45
2. „Sama na planecie” (muzyka: E.Flinta, słowa: R.Zagajewski) 3:14
3. „Pod skórą sól” (muzyka: E.Flinta, R.Zagajewski, słowa: E. Flinta, R.Zagajewski) 3:10
4. „Frutti di Mare” (muzyka i słowa: R.Zagajewski) 4:17
5. „Mariposa” (muzyka i słowa: E. Flinta) 4:18
6. „Ballada o pięknej Kasi” (muzyka i słowa: R.Zagajewski) 3:29
7. „Zakochana” (z Natalią Grosiak) (muzyka:E.Flinta, R.Zagajewski, słowa: E. Flinta)  3:12
8. „DADA” (muzyka: E.Flinta, R.Zagajewski, słowa: Jacek Szymkiewicz) 2:11
9. „Karminowa” (muzyka:E.Flinta, R.Zagajewski, słowa: E. Flinta) 3:58
10. „Panno Chłód” (muzyka: E.Flinta, R.Zagajewski, słowa: E. Flinta) 4:13
11. „17 Hours” (muzyka i słowa: E.Flinta) 4:45